# Zhongdou
Zhongdou (kinesiska: 中都街道, 中都) är en socken i Kina. Den ligger i provinsen Shandong, i den östra delen av landet, omkring 110 kilometer sydväst om provinshuvudstaden Jinan. Antalet invånare är 70 453. Befolkningen består av 34 631 kvinnor och 35 822 män. Barn under 15 år utgör 16,0 %, vuxna 15-64 år 76 %, och äldre över 65 år 7,0 %.
Genomsnittlig årsnederbörd är 737 millimeter. Den regnigaste månaden är juli, med i genomsnitt 241 mm nederbörd, och den torraste är januari, med 6 mm nederbörd.